# Bertrand Clauzel
Bertrand Clauzel (eller Clausel), född 12 december 1772, död 21 april 1842, var en fransk greve och militär.
Clausel deltog i de Franska revolutionskrigen och senare i Napoleonkrigen, blev 1795 generalmajor och 1802 generallöjtnant, och utmärkte sig särskilt under kriget i Spanien från 1809. Under de hundra dagarna slöt han sig på nytt till Napoleon och flydde efter dennes fall till Amerika och dömdes i sin frånvaro till döden men fick amnesti och återvände 1820. 1830–1831 och 1835–1837 förde Clausel befälet i Algeriet, första gången med stor framgång, varför han utnämndes till marskalk av Frankrike, andra gången mindre lyckligt och erhöll därför avsked. Clausel försökte såväl i deputeradekammaren som han tillhörde och genom att utge skrifter försvara sig mot beskyllningarna om inkompetens.